# Pyrrhargiolestes lamington
Pyrrhargiolestes lamington là loài chuồn chuồn trong họ Argiolestidae. Loài này được Kalkman & Theischinger mô tả khoa học đầu tiên năm 2013.